# Yakgwa
Lo yakgwa è un piatto tradizionale coreano. In origine era considerato un dessert e in seguito un prodotto di pasticceria (hangwa) perché ha sapore dolce e forma di biscotto.

## Preparazione
Lo yakgwa tradizionalmente è preparato con miele, olio di sesamo e farina; di recente alcune industrie aggiungono altri ingredienti per migliorarne il sapore. La forma viene ottenuta premendo l'impasto in stampi di legno o appiattendolo su delle piastrelle decorate, tutto unto con olio di sesamo.

## Consumo
Tradizionalmente, il dolce veniva offerto in un jesa (rito ancestrale) e gustato in occasioni festive come il Chuseok (festival del raccolto), i matrimoni o le celebrazioni di hwangap (sessantesimo compleanno). Nella moderna Corea del Sud, viene anche servito come dessert e può essere acquistato nei mercati tradizionali o nei supermercati.

## Storia
L'origine degli yakgwa non è chiara, visto che hanno avuto numerosi nomi differenti, ma sembra che i coreani iniziarono a mangiarli durante Silla unificato. Ai tempi della dinastia Goryeo, gli yakgwa erano noti anche in Cina con il nome Goryeo mandu. È dalla dinastia Joseon che hanno preso il nome yakgwa. Letteralmente, il nome significa "dolce medicinale"; questo nome è dovuto al fatto che, durante l'era Joseon, il miele era considerato una medicina.